# Necrophobic
Necrophobic är ett svenskt blackened death metal-band. Bandet bildades 1989 i Stockholm av gitarristen David Parland och trummisen Joakim Sterner. Sterner är den ende kvarvarande originalmedlemmen. Debutalbumet The Nocturnal Silence gavs ut 1993 och det nionde albumet Dawn Of The Damned släpptes 2020. I början spelade bandet ren death metal men senare har musiken utvecklats mer mot black metal. Necrophobics låttexter handlar ofta om mörker, ondska, anti-religion och vikingamytologi.

## Historia

### Bildandet och de första demoutgåvorna (1989–1992)
Necrophobic bildades 1989 av gitarristen David "Blackmoon" Parland och trummisen Joakim Sterner. Bandnamnet togs efter en låt med samma namn på Slayers tredje studioalbum Reign In Blood. Den allra första inspelningen var låten Realm Of Terror som spelades in på Björkhagens fritidsgård och gavs ut på kassett 1989.
Bandet släppte sin första officiella demo, Slow Asphyxiation, 1990. Två av de tre låtarna som fanns med på demon hamnade även på ett samlingsalbum som släpptes av österrikiska skivbolaget Witchhunt Records. Utöver Parland och Sterner hörs här även vokalisten Stefan Zander. Det amerikanska skivbolaget Wild Rags Records tog kontakt med bandet och där släppte Necrophobic 1991 den trespåriga kassett-EP:n Unholy Prophecies i 5 000 exemplar.. Wild Rags gav också ut en trespårig 7" EP, The Call, som åtföljdes av en poster på bandet. Den spelades in i Sunlight Studio. Utöver de två grundarna återfinns här även Tobias Sidegård på bas och Stefan Harrvik på sång. EP:n återutgavs 2018 av Hammerheart Records som 12" vinyl.

### Skivkontrakt och debutalbumetThe Nocturnal Silence(1993–1995)
Necrophobic skrev skivkontrakt med Black Mark Production och började spela in sitt debutalbum 1993. Gruppen bestod nu av David Parland på gitarr, Tobias Sidegård på bas, Anders Strokirk på sång och Joakim Sterner på trummor. Debutalbumet, The Nocturnal Silence, spelades in i Sunlight Studio och gavs ut 2 augusti 1993 på CD och kassett.
Gitarristen och huvudsakliga text- och låtskrivaren David Parland angav i en intervju i tidskriften Backstage 1993 att texterna handlar om mörker och död. "Jag försöker få fram så mörka, dystra och ondskefulla texter som möjligt". Han uppgav också att han tyckte att produktionen på albumet hade blivit för "snäll". På den första utgåvan är av misstag låten Inbor Evil med som femte spår i stället för Shadows Of The Moon som skulle haft dess plats. Med senare utgåvor, 1997 och framåt, har Shadows Of The Moon fått sin avsedda placering.Året efter att första albumet gavs ut valde sångaren Anders Strokirk att lämna bandet för att koncentrera sig på sitt dåvarande huvudband Blackshine. Gitarristen Tobias Sidegård tog över sången medan Martin Halfdan värvades som andre gitarrist.

### Darkside,The Third AntichristochBloodhymns(1996–2004)
En EP, "Spawned by Evil", spelades in 1995 och gavs ut 1996 av Black Mark. Utöver titellåten innehåller EP:n coverversioner av Die By The Sword (Slayer), Nightmare (Venom) och Enter The Eternal Fire (Bathory). Enter The Eternal Fire gavs också ut på Bathory-tributsamlingen, In Conspiracy With Satan av Hellspawn Records och Die By The Sword på Slayer-tributen Slatanic Slaughter II, som gavs ut av Black Sun Records. Samma år valde gitarristen David Parland att lämna bandet. Necrophobic fortsatte som en grupp med tre personer en tid men under året blev gitarristen Sebastian Ramstedt, tidigare i Morpheus, permanent medlem och bidrog med gitarrsolo på två av spåren till andra fullängdsskivan, bland annat den återinspelade "Spawned By Evil". Albumet Darkside gavs ut 4 mars 1997 av Black Mark Production. Låtarna är mörkare, snabbare och mer varierade, då det nu var flera bandmedlemmar som skrev musik och lyrik. Lyriken är också enligt trummisen Sterner mörkare, med mer ondska. Darkside är det första Necrophobic-albumet med omslag av Kristian "Necrolord" Wåhlin. 
Gruppens tredje fullängdsalbum, The Third Antichrist gavs ut 25 oktober 1999, även det av Black Mark. Albumet släpptes på CD och kassett och fick också en återutgivning på vinyl år 2011, då via Hammerheart Records. I augusti 2000, meddelade Martin Halfdan att han skulle lämna bandet. Han ersattes av gitarristen Johan Bergebäck. Vid denna tid blev bandet kontaktat av Hammerheart Records och beslöt att göra ett byte av skivbolag. Albumet Bloodhymns blev den första utgivningen på det nya bolaget och 25 mars 2002 släpptes det på CD och vinyl. Utöver medlemmarna i bandet medverkar också den tidigare sångaren Anders Strokirk samt Janet Simmonds med sina röster på var sin låt.

### Hrimthursum,Death To AllochWomb Of Lilithu(2005–2013)
I november 2005 gick bandet återigen in i studion, denna gång House Of VooDoo Studio, för att spela in materialet till sitt femte fullängdsalbum, Hrimthursum. Albumet gavs ut 22 maj 2006 av Regain Records. Musiken följer i mycket bandets tidigare sound och enligt bandet själva var man "inte så pigga på att experimentera". Detta till trots innehåller Hrimthursum "orkestral pompa", ren sång och körer. Utöver bandet gästmedverkar även Sandra Caménisch på sång. En musikvideo gjordes till spåret Blinded by Light, Enlightened by Darkness.
2008 gick basisten Alex Friberg med i gruppen. Bandets sjätte fullängdsalbum, Death To All, spelades in i Necrophonic Studio och släpptes 29 maj 2009 av Regain Records. En musikvideo till låten Revelation 666 gjordes. Under 2011 lämnade gitarristerna Johan Bergebäck och Sebastian Ramstedt bandet och ersattes av Fredrik Folkare (Unleashed) och Robert Sennebäck (Dismember). De två nya medlemmarna presenterades under en Europaturné bandet gjorde senare under året som öppningsakt till Morbid Angel. Vid slutet av 2012 gick bandet in i studion igen för att spela in sitt sjunde fullängdsalbum Womb Of Lilithu, ett album som sedermera tillägnades forne medlemmen David Parland, som avled i mars 2013. Albumet gavs ut 25 oktober 2013 av Season of Mist. Detta var en turbulent tid för bandet när både sångaren Tobias Sidegård och gitarristen Robert Sennebäck på kort tid lämnade bandet.

### Mark Of The NecrogramochDawn Of The Damned(2014– )
I april 2014 kom beskedet att forne sångaren Anders Strokirk kommit tillbaks till bandet och 2016 återvände gitarristerna Sebastian Ramstedt och Johan Bergebäck. Den 23 februari 2018 släpptes bandets åttonde fullängdsalbum Mark Of The Necrogram på Century Media. Till låten Pesta gjordes även en musikvideo. Under 2019 ersattes Alex Friberg av Allan Lundberg på bas. I oktober 2020 släpptes albumet Dawn Of The Damned, även det på Century Media. Musikvideor släpptes till låtarna Mirror Black, The Infernal Depths Of Eternity och Devil's Spawn Attack. Marcel Schirmer gästar som vokalist på Devil's Spawn Attack.

## Medlemmar
Nuvarande medlemmar
- Joakim Sterner – trummor (1989– )
- Anders Strokirk – sång (1992–1994, 2014– )
- Sebastian Ramstedt – gitarr (1996–2011, 2016– )
- Johan Bergebäck – gitarr (2001–2011, 2016– )
- Allan Lundholm – basgitarr (2019– )

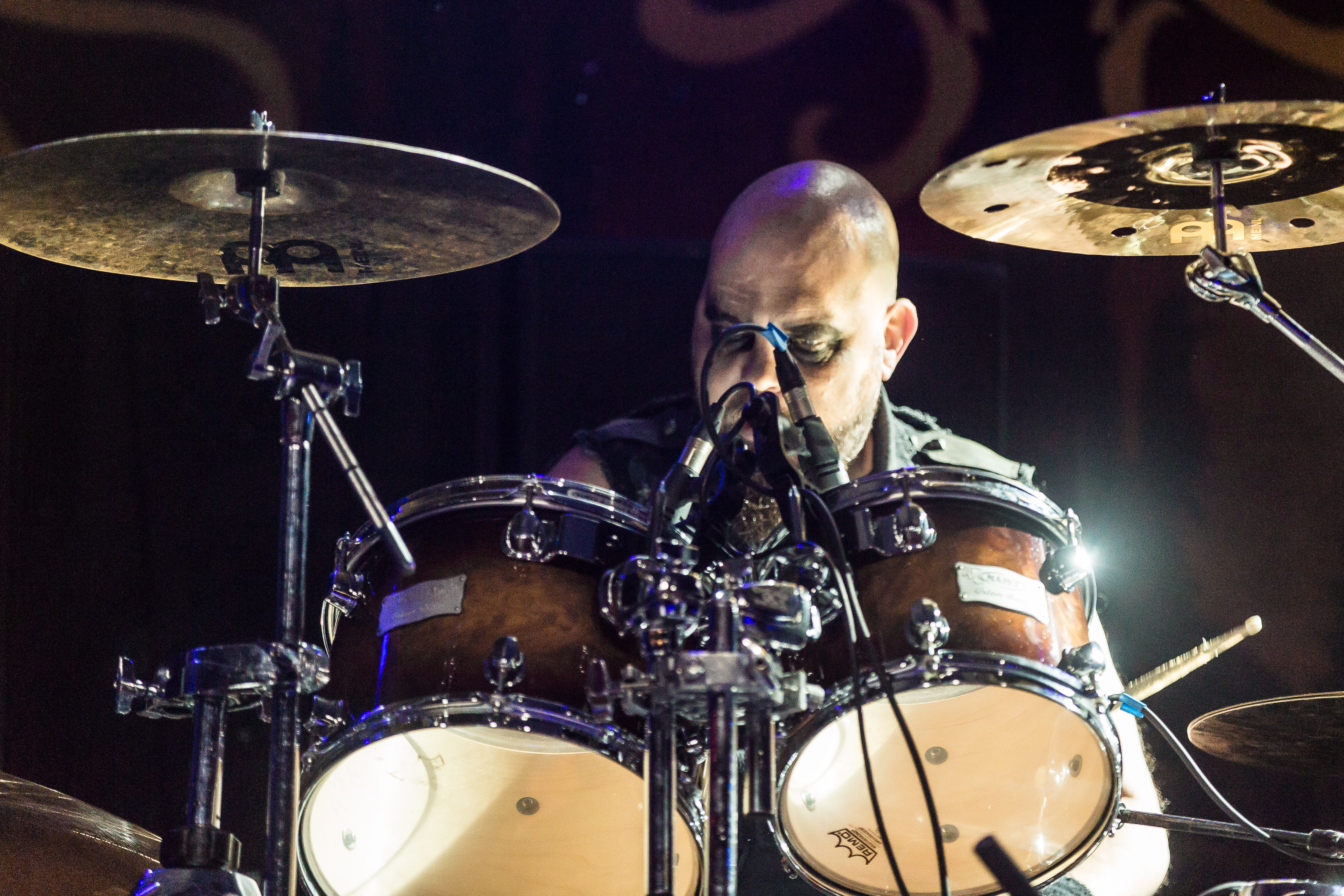
Joakim Sterner 2018
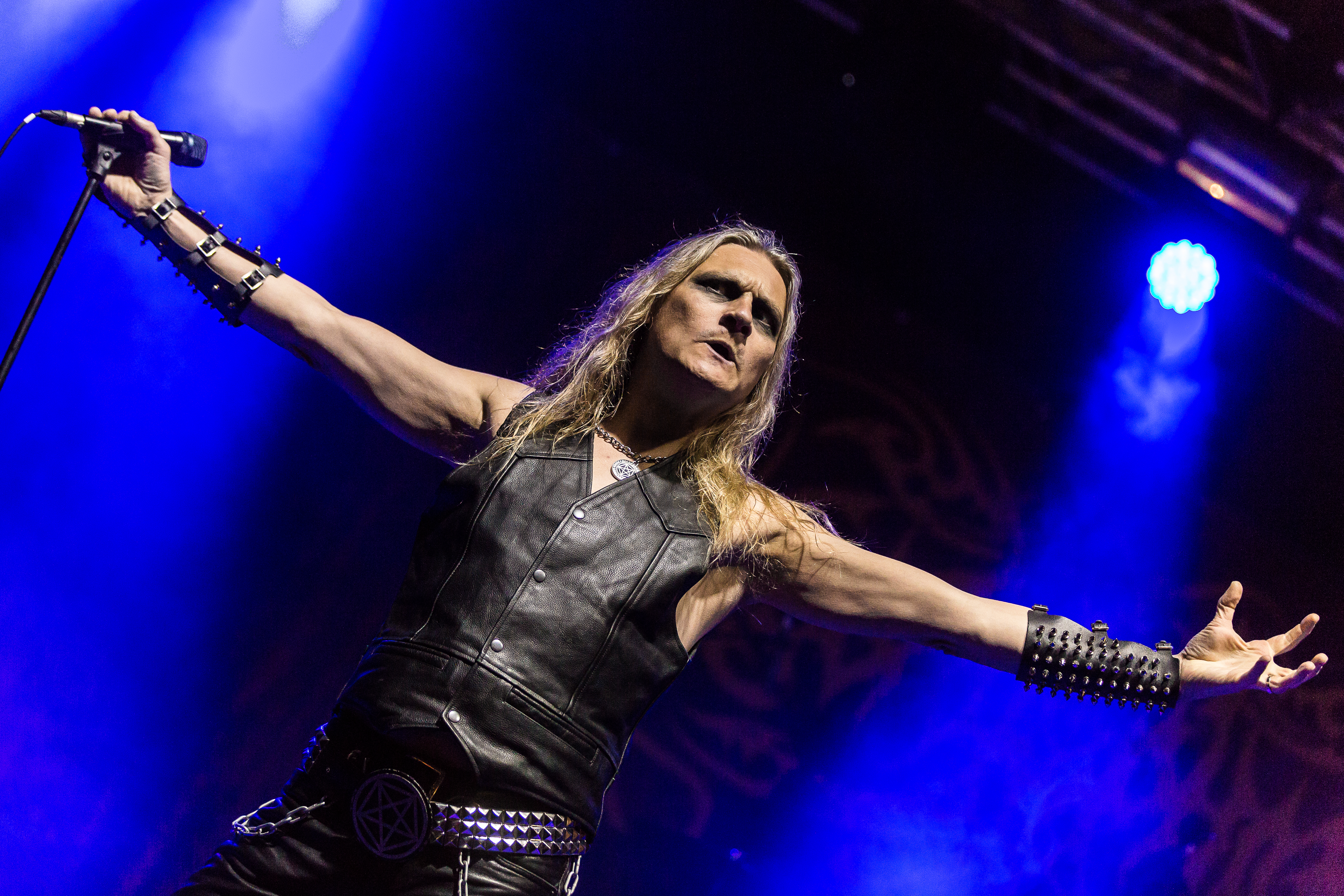
Anders Strokirk 2018
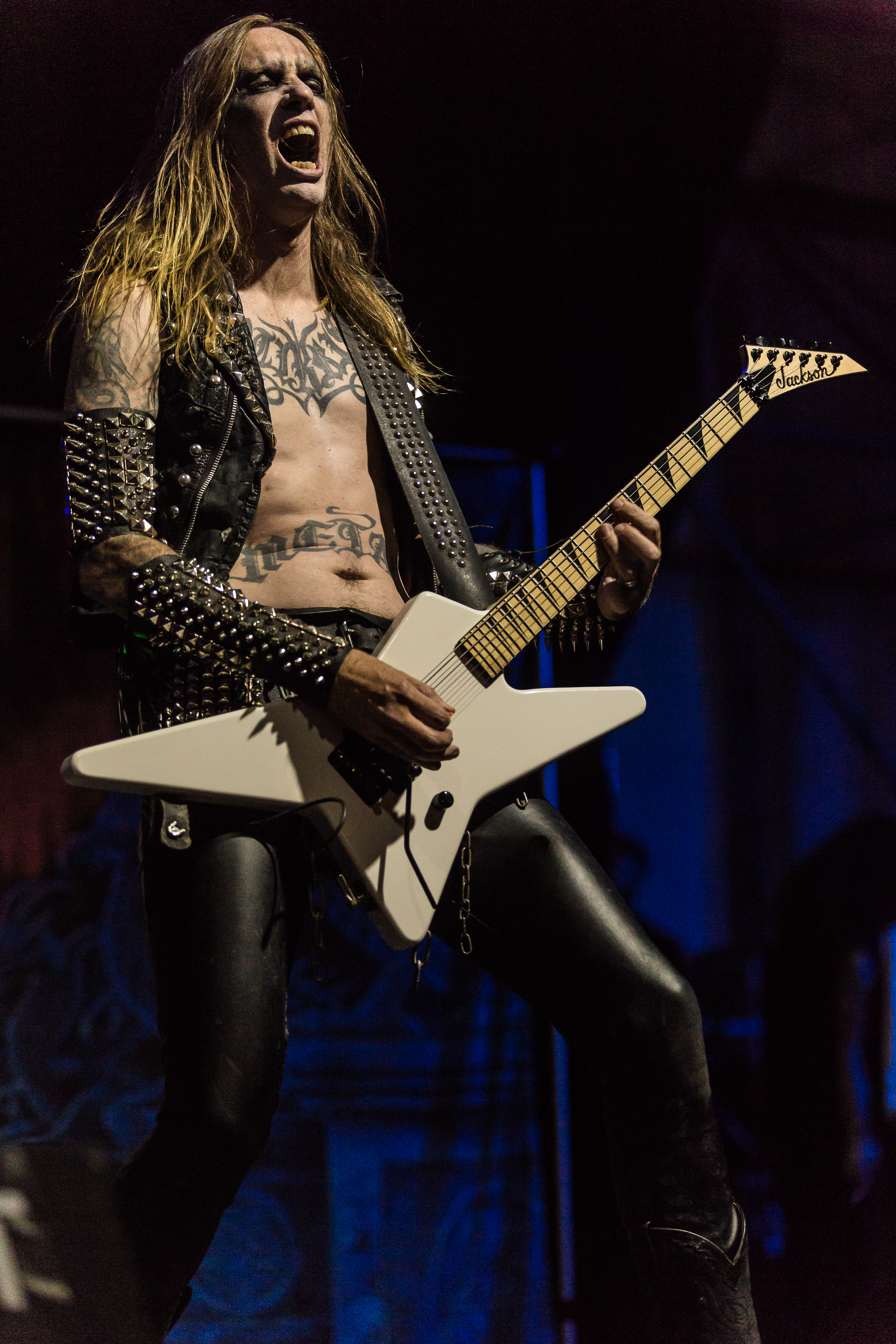
Sebastian Ramstedt 2018
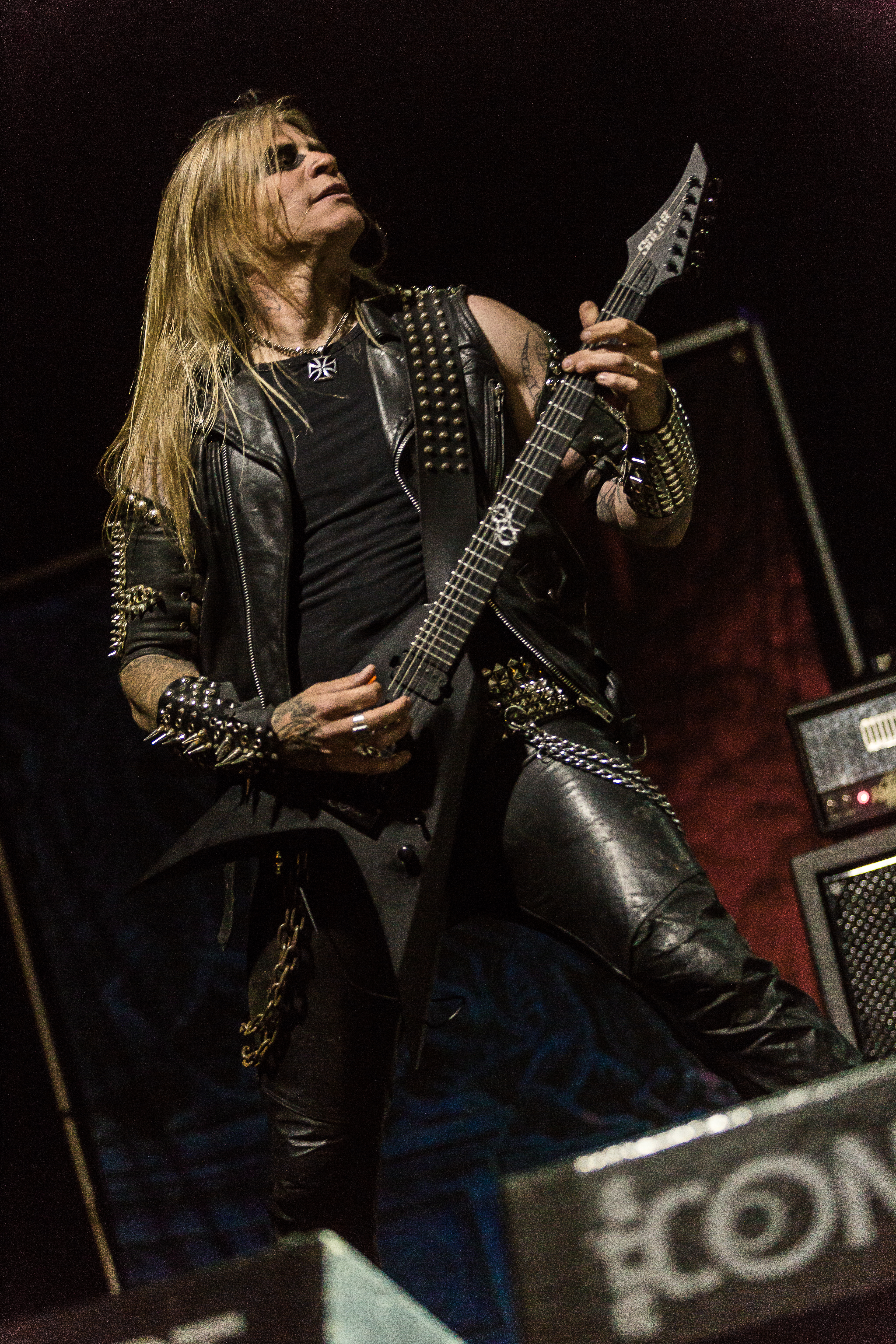
Johan Bergebäck 2018

Tidigare medlemmar
- Stefan Harrvik – basgitarr (1989–1991), sång (1989–1993)
- Stefan Zander – basgitarr, sång (1989–1990)
- David Parland (aka Blackmoon) – (1989–1996, 2000–2001; död 2013)
- Tobias Sidegård – basgitarr (1991–2007), sång (1994–2013)
- Joakim Stabel – basgitarr (1991)
- Martin Halfdan – gitarr (1993–2000)
- Alexander Friberg –  basgitarr (2008–2019)
- Robert Sennebäck – gitarr (2011–2013)
- Fredrik Folkare – gitarr (2011–2016)

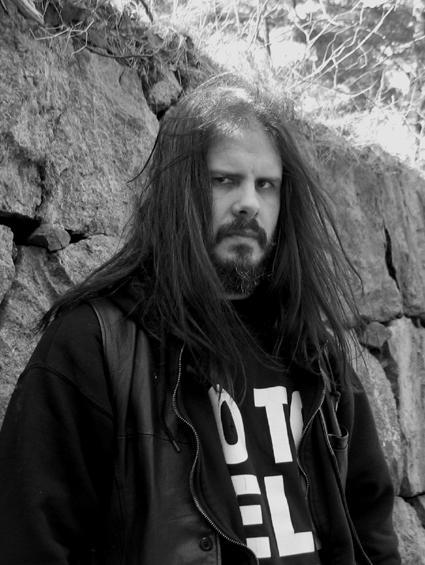
David Parland 2009
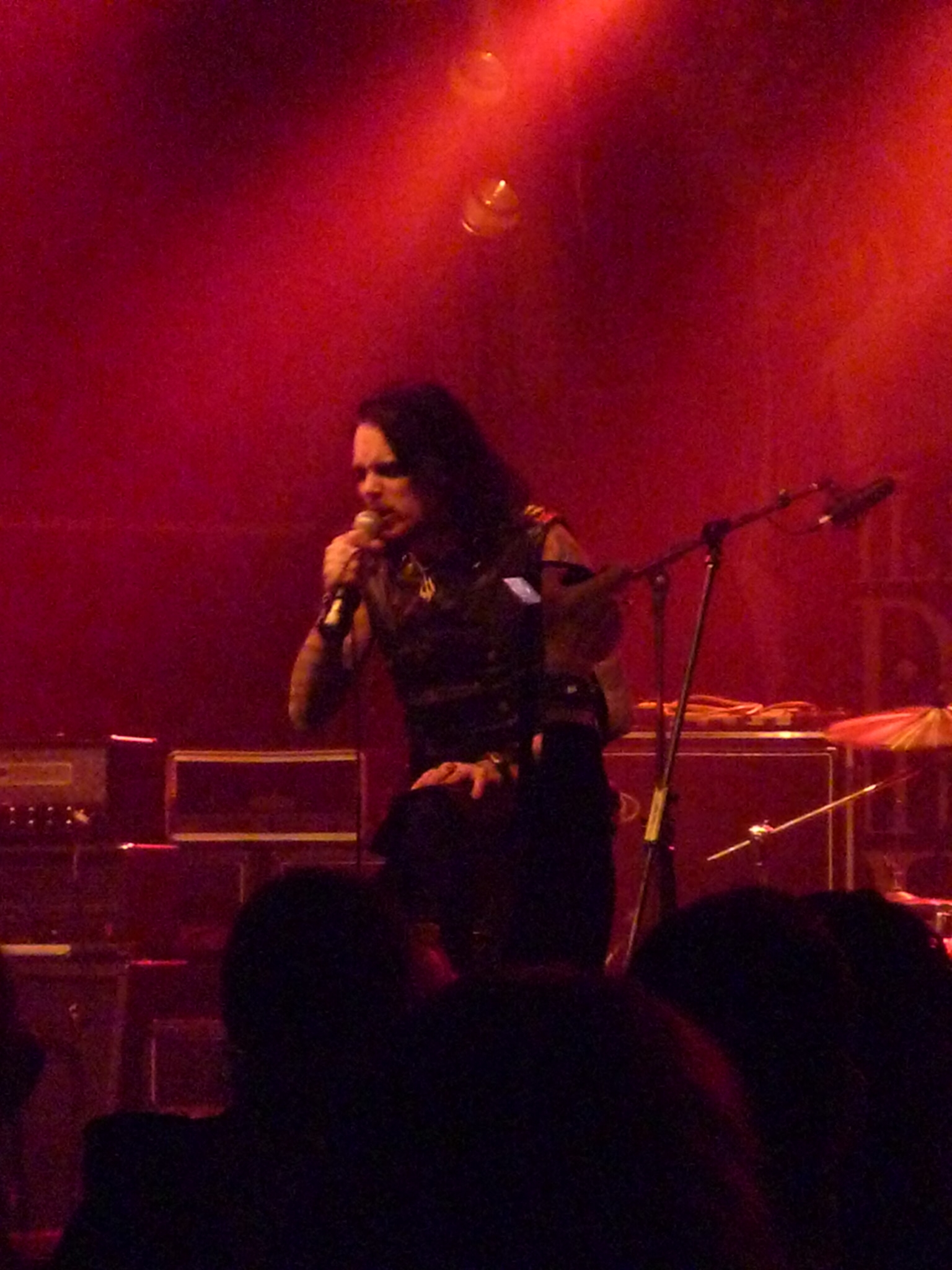
Tobias Sidegård 2011
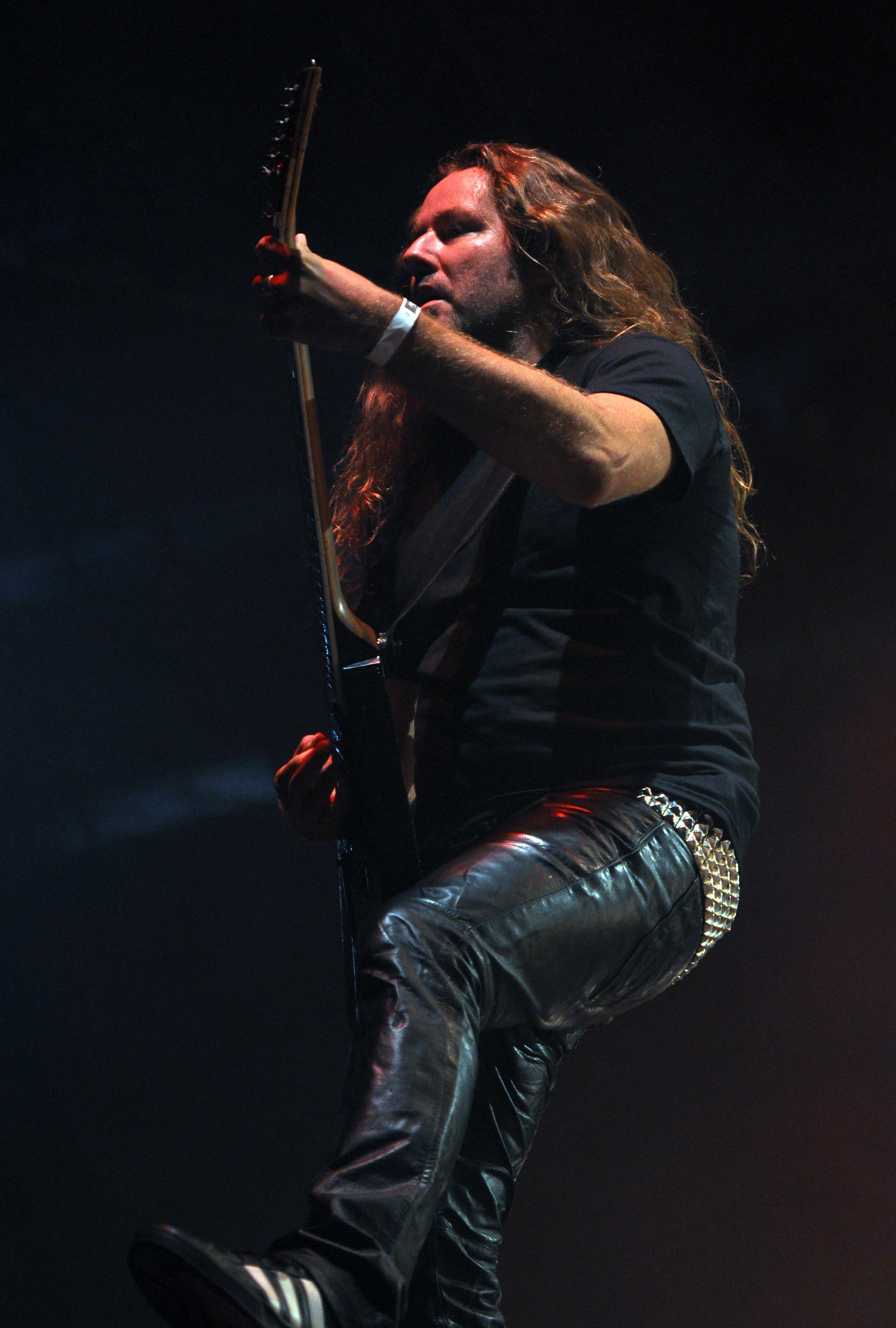
Fredrik Folkare 2013
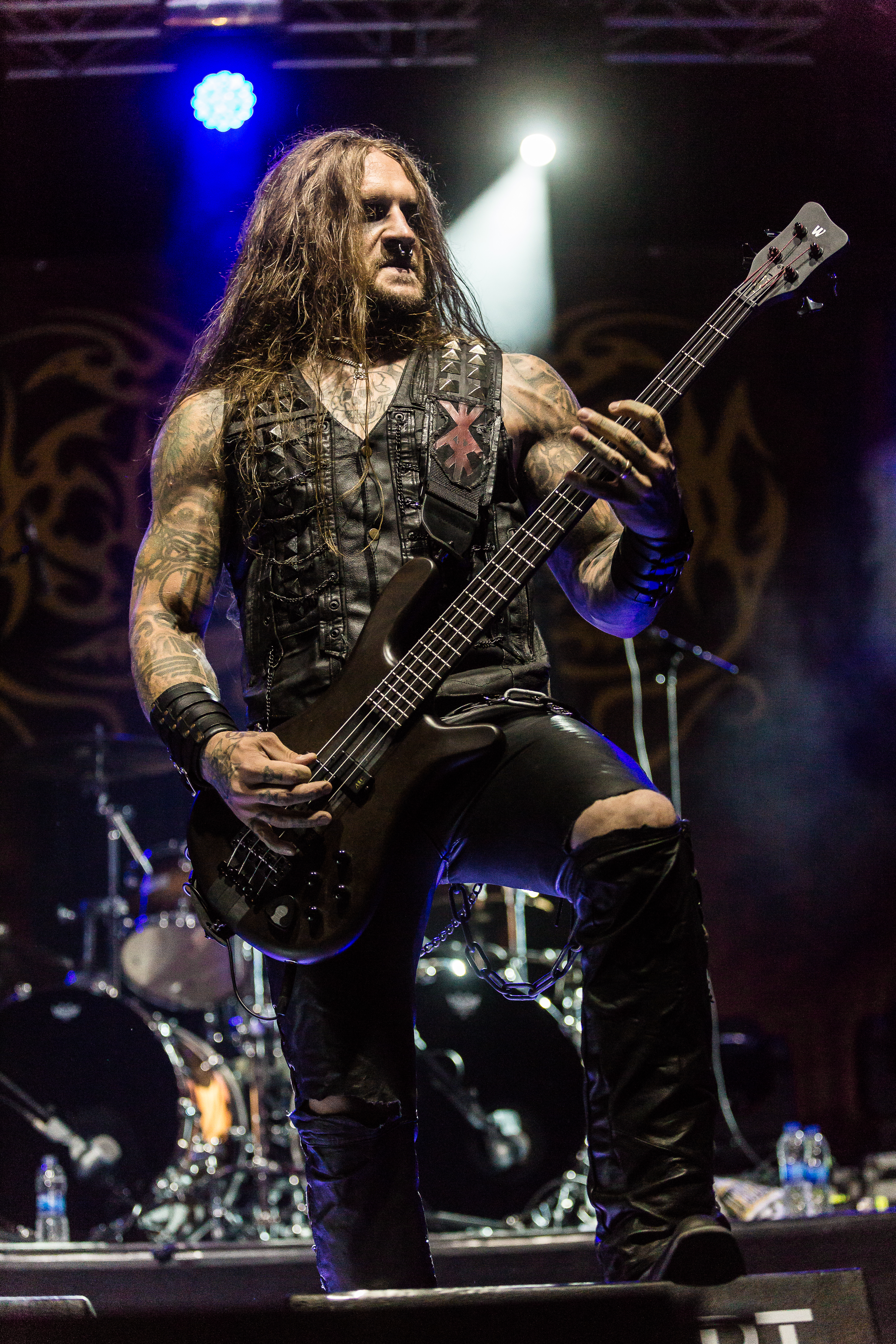
Alexander Friberg 2018

Turnerande medlemmar
- Erik Danielsson – basgitarr (2008)
- Kristoffer Olivius (aka Wrath) – sång (2013)
- Tobias Cristiansson – basgitarr (2018–)
- Matte Modin – trummor (2018)
- Allan Lundholm – basgitarr (2019)

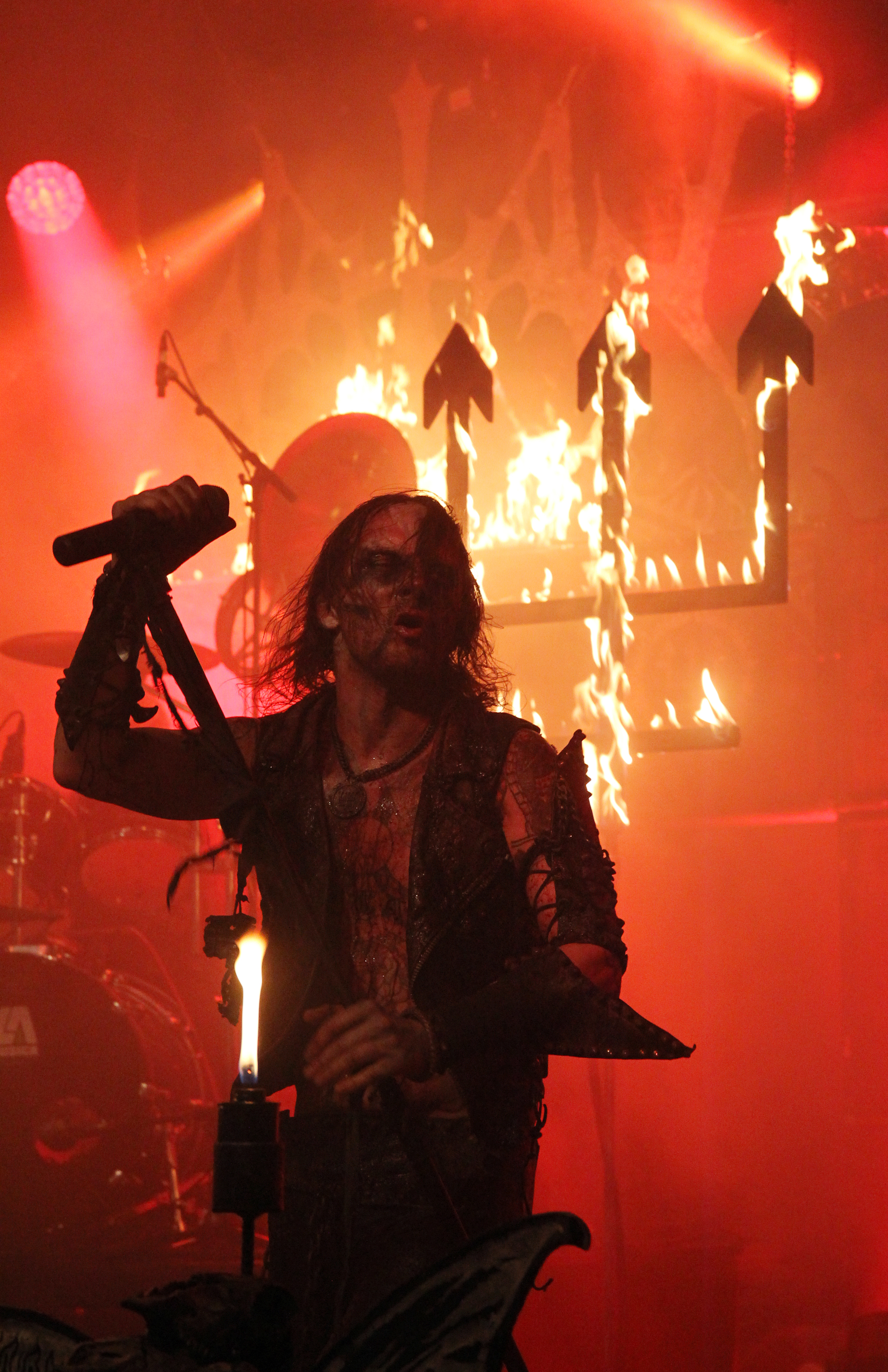
Erik Danielsson, med Watain 2019
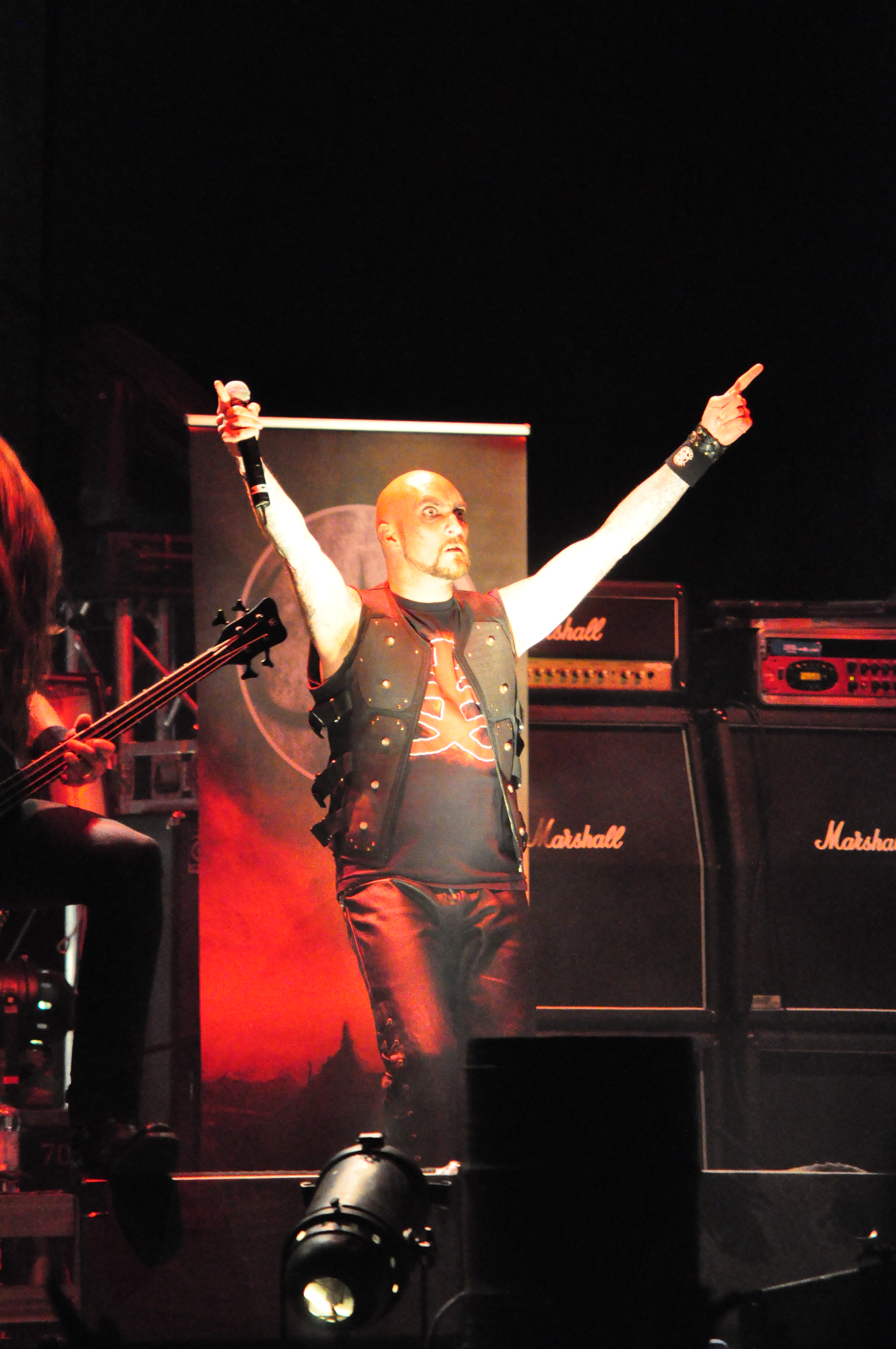
Kristoffer Olivius, med Naglfar 2012
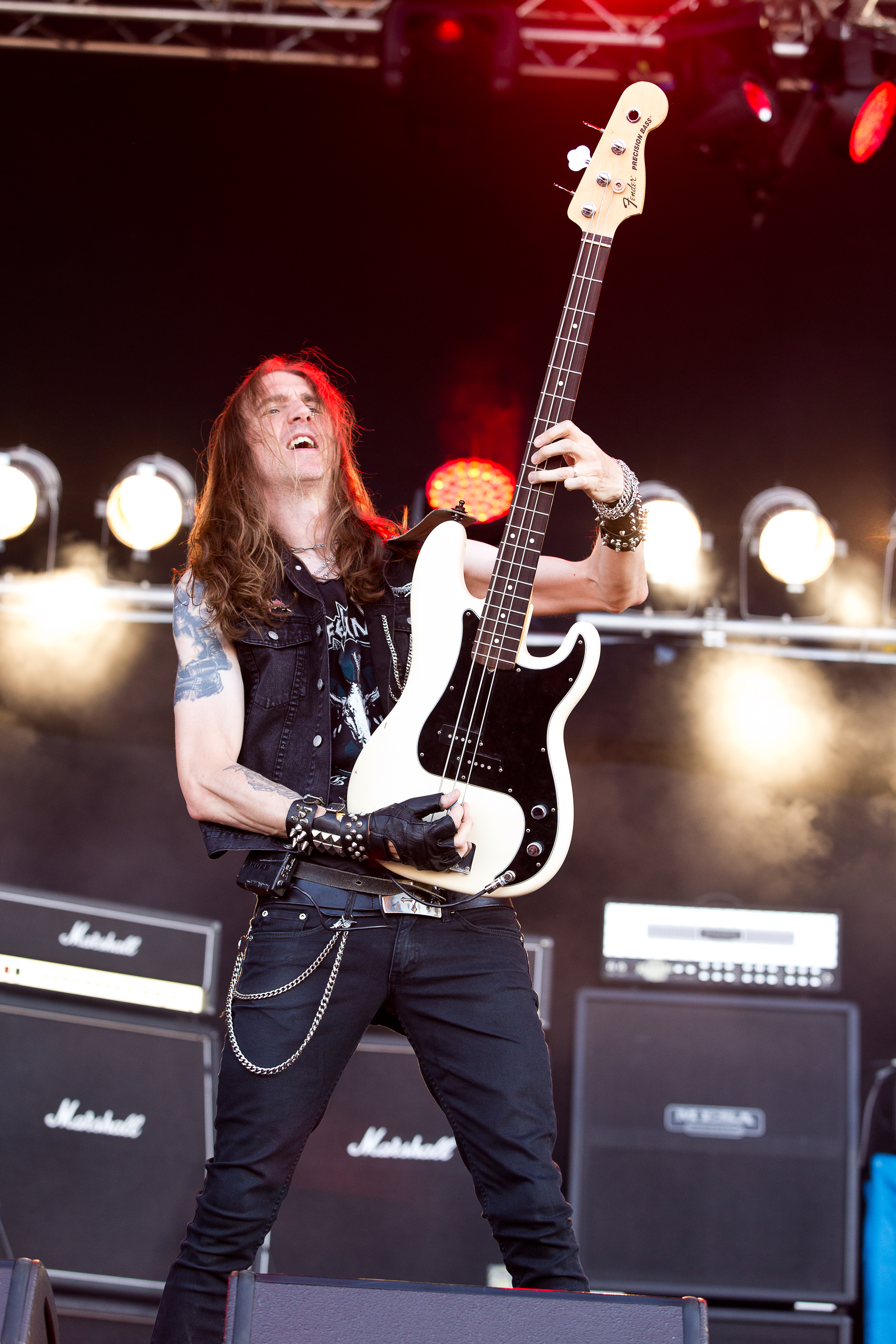
Tobias Cristiansson, med Grave 2016
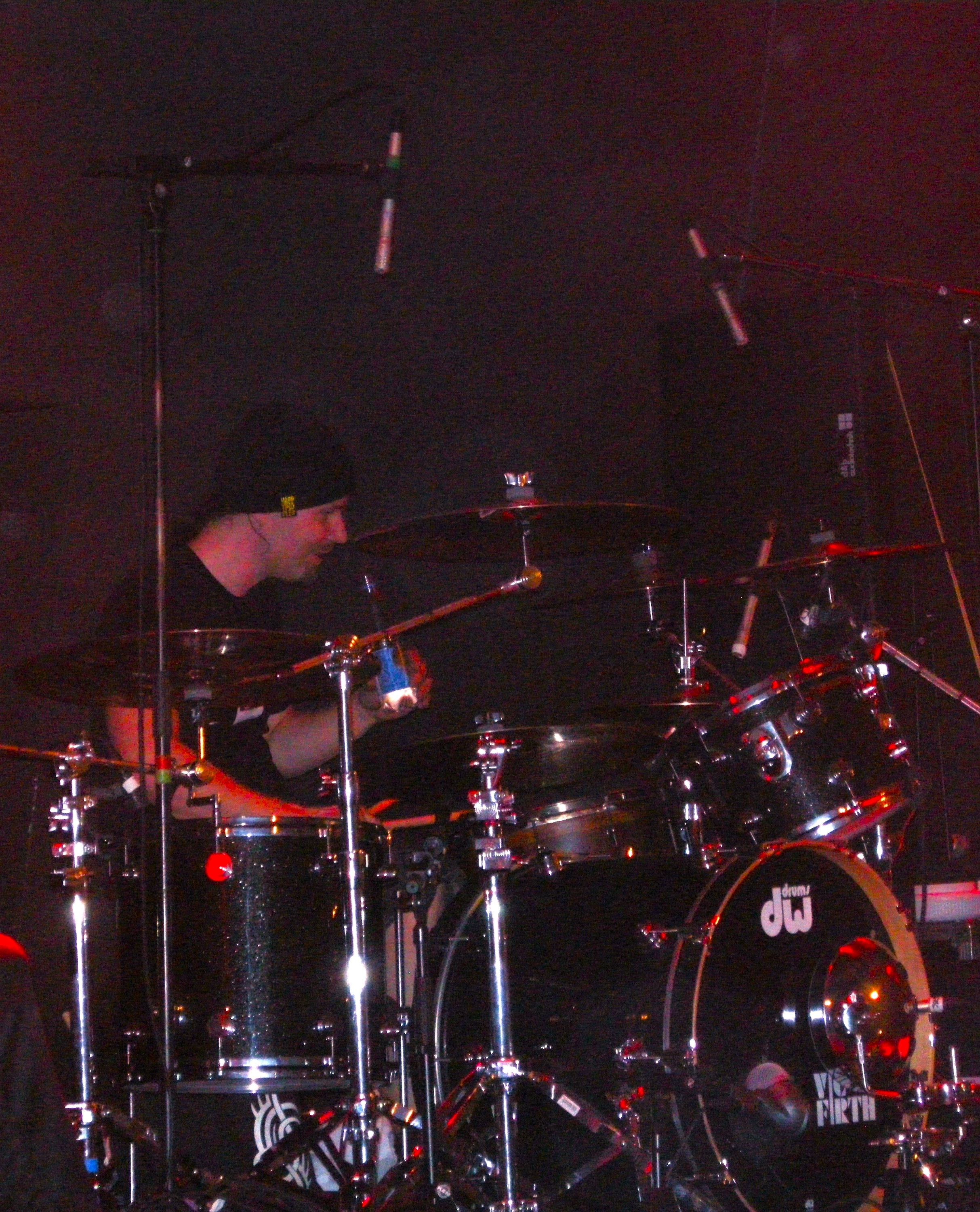
Matte Modin, med Raised Fist 2011

## Medlemmarnas andra band och projekt
Gitarristen och grundaren David "Blackmoon" Parland startade tillsammans med likaså gitarrist Michael "Lord Ahriman" Svanberg black metal-bandet Dark Funeral 1993. Han lämnade det bandet 1996 efter att Dark Funeral gett ut en självbetitlad EP, samt fullängdsdebuten The Secrets Of The Black Arts. Parland hade också sitt enmansprojekt Blackmoon/Blackmoon's Darkwinds från 1994 och gav där ut en split med Nocturnal Abyss 2013 samt att EP:n Into Eternal Darkness med tre spår som gavs ut 2015, efter hans död. Infernal var också ett death/black-metal projekt där Parland  tillsammans med flera olika instumentalister och sångare gav ut tre EP samt en split med Dark Funeral. Parland var också gitarrist i black metal-bandet War under åren 1995-1999.
Necrophobics andre grundare och kvarvarande originalmedlem Joakim Sterner var aktiv som trummis och vokalist i thrash metal-bandet Psychodeath från 1985. Det bandet gav endast ut en demo, Final Expiration, 1989.
Sångaren Anders Strokirk var med i Necrophobic 1992-1994 och återvände 2014. Från 1988 är Strokirk även sångare och gitarrist i thrash metal-bandet Blackshine, under namnet Hetsheads fram till 1994. Med det bandet har Strokirk släppt fyra fullängdsalbum, det senaste Soul Confusion 2012. Sångaren var även medlem i death metal-bandet Mykorrhiza som gav ut tre fullängdsalbum innan det lades ner 2012. Under något år, 2013-2014 var Strokirk vokalist i melodisk death metal-bandet Circle of Chaos men har inte medverkat på deras skivor.
Gitarristen Sebastian Ramstedt anslöt till Necrophobic 1996, lämnade bandet 2011 men återvände 2016. Ramsteds första band som gitarrist var death metal-bandet Morpheus (först under namnet Exhumed) som gav ut en EP (1991) och ett fullängdsalbum (1993) innan bandet lades ner samma år. Under 1993 hade han även enmansprojektet Phantasmagoria som gav ut en trespår-demo. Åren 2006-2013 var Ramstedt gitarrist i Nifelheim och under de åren gav bandet ut två split-skivor samt fullängdsalbumet Envoy of Lucifer som släpptes 2007. Black Trip är ett heavy metal-band grundat 2004, sedan 2016 under namnet Vojd, där Ramstedt var gitarrist åren 2012-2017. Under dessa år släppte bandet två fullängdsalbum. Sedan 2013 är Ramstedt även gitarrist i death metal-bandet Ordo Inferus som släppte sitt debutalbum Invictus et Aeternus 2014. Ramstedt grundade 2020 black metal-bandet In Aphelion från början som ett enmansprojekt. Han är låtskrivare, gitarrist, basist och sångare i bandet. Året därpå anslöt likaså Necrophobic-gitarristen Johan Bergebäck samt trummisen Marco Prij och In Apehlion är numera ett komplett band. EP:n Lucifers Age släpptes 2021 och 2022 utgavs fullängdsdebuten Moribund.
Necrophobics båda gitarrister har under flera perioder spelat i samma band. Johan Bergebäck var basist i Exhumed/Morpheus 1990-1993 och i death metal-bandet Dismember 2004-2005. Bergebäck spelade också som live-gitarrist med Amon Amarth under 2003. Han var gitarrist i Nifelheim åren 2006-2013 och medverkar bland annat på fullängdsalbumet Envoy of Lucifer. Åren 2012-2017 var Bergebäck basist i Black Trip/Vojd och sedan 2014 i Ordo Inferus. Sedan 2021 är han gitarrist i In Aphelion och death/black metal-bandet Angelblast där han medverkar på bandets andra EP Throne of Ashes som släpptes 2022.

## Diskografi
Demo
- 1989 – Realm of Terror
- 1990 – Slow Asphyxiation
- 1991 – Unholy Prophecies
- 1994 – Bloodfreezing

Studioalbum
- 1993 – The Nocturnal Silence
- 1997 – Darkside
- 1999 – The Third Antichrist
- 2002 – Bloodhymns
- 2006 – Hrimthursum
- 2009 – Death to All
- 2013 – Womb of Lilithu
- 2018 – Mark of the Necrogram
- 2020 – Dawn of the Damned
- 2024 – In the Twilight Grey

EP
- 1993 – The Call
- 1996 – Spawned by Evil
- 2017 – Pesta

Singlar
- 2018 – Mark of the Necrogram
- 2020 – Mirror Black
- 2020 – The Infernal Depths of Eternity
- 2020 – Devil's Spawn Attack
- 2020 – Tsar Bomba
- 2023 – Stormcrow
- 2024 – As Stars Collide
- 2024 – Grace of the Past

Samlingsalbum
- 2003 – Tour EP 2003
- 2009 – Satanic Blasphemies
- 2018 – Satanic Prophecies (5CD box)